# Mjölnir

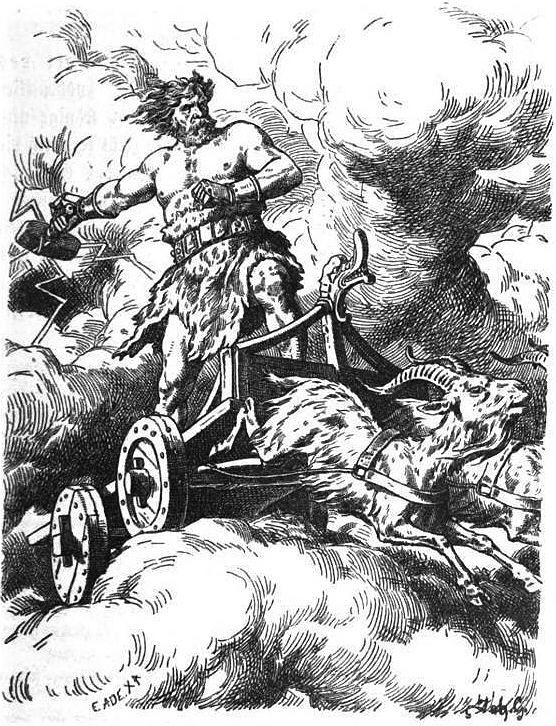
Thor (1901) de Johannes Gehrts. Se aprecia el Mjölnir en su mano derecha.

En la mitología nórdica, Mjölnir (pronunciación IPA: /ˈmjœlnɪr/) (en nórdico antiguo Mjǫllnir, en islandés Mjölnir, en danés y noruego Mjølner, en sueco Mjölner) es el martillo del dios Thor.
Según las fuentes islandesas más tardías, Mjölnir es descrito como una de las armas más temidas en la mitología nórdica. En ellas se relata que es utilizado para derrotar a todos los que desafíen la supremacía de los Æsir. Aunque generalmente es representado y descrito como un martillo, a veces se lo menciona como una mandarria, un hacha o un garrote. Uno de los mitos más populares sobre su origen es relatado en el Skáldskaparmál, donde se menciona que los enanos Sindri y Brok lo forjaron y obsequiaron a Thor como parte de una apuesta que les realizara Loki.

## Etimología

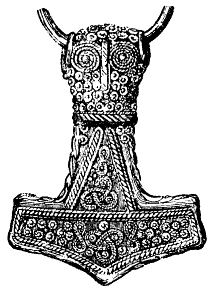
Ilustración de un martillo de plata enchapado en oro encontrado en Bredsätra, Öland, Suecia.

Mjölnir significa 'demoledor', y hace referencia a la capacidad de pulverizar del martillo. Está relacionado con el verbo islandés mölva ('aplastar') y mala ('moler'). Palabras similares, todas provenientes de la raíz protoindoeuropea melə se pueden encontrar en la mayoría de las lenguas europeas: las palabras eslavas melvo ('demoler') y molotu (martillo), la neerlandesa meel (moler), la rusa Молот (molot, 'martillo'), la griega μύλος (mylos, 'molino'), las palabras latinas malleus ('martillo') y mola ('molino') y las inglesas meal (moler), mill ('molino') y mallet ('mazo'). Se ha sugerido también que el nombre, aparte de reflejar los fabulosos poderes de Mjölnir, también podría aludir a la naturaleza agricultora de Thor, ya que en sus comienzos era una divinidad adorada por agricultores.
Una teoría alternativa sugiere que Mjölnir podría estar relacionado con la palabra rusa молния (molniya) y la galesa mellt (ambas traducidas como 'rayo'). Esta segunda teoría se relaciona con la idea de que Thor era el dios del trueno, por lo cual podría haber usado rayos como su arma.

## Mito nórdico

Diferentes formas de Mjölnir utilizadas por el paganismo nórdico.
----
A = forma finesa (Ukonvasara)
B = forma sueca
C = forma islandesa

Mjölnir es el arma más temible del arsenal de los dioses y es usado para eliminar a cualquiera que intente socavar la supremacía de los Æsir. Es mencionado como un garrote, un hacha y un martillo. Mjölnir poseía muchas características mágicas, como la de poder golpear tan fuerte como Thor quisiera, desde un leve toque hasta un terrible golpe que destruiría montañas. También se decía que el trueno y el rayo eran consecuencia del golpe del martillo y que el martillo contaba con la capacidad de encogerse lo suficiente como para ser guardado en una túnica y luego agrandarse para ser usado en combate.
Los dioses nórdicos eran tan poderosos como las herramientas y armas que poseían. Mjölnir es un arquetipo crucial para la supervivencia y perpetuación de los nórdicos y sus costumbres. En el contexto mítico, se puede concluir que sin Mjölnir, la habilidad de Thor de mantener el equilibrio cósmico hubiera estado constantemente amenazada por los gigantes, la serpiente del mundo y los dioses imprudentes.
Mjölnir es con frecuencia representado con un mango curvo. La runa Tiwaz, la cual se piensa que se utilizaba como un símbolo del dios Tyr, también podría haber sido una forma de representar el martillo de Thor.
A pesar de que Thor poseía varios objetos mágicos formidables, tales como su carro, su cinturón de poder y guantes de hierro para levantar a Mjölnir; es este último el punto central de muchas de sus aventuras.
A veces Mjölnir es utilizado como un arma arrojadiza, la cual, se decía, que siempre encontraría el camino de vuelta a Thor, aunque generalmente es usado como un martillo de guerra normal. Posiblemente exista una relación entre el martillo arrojadizo de Thor y las hachas arrojadizas, franciscas, utilizadas por los francos.
Ciertos mitos nórdicos hacen referencia a los poderes de Mjölnir para fortalecer la virilidad masculina y la fertilidad femenina.

### Edda prosaica

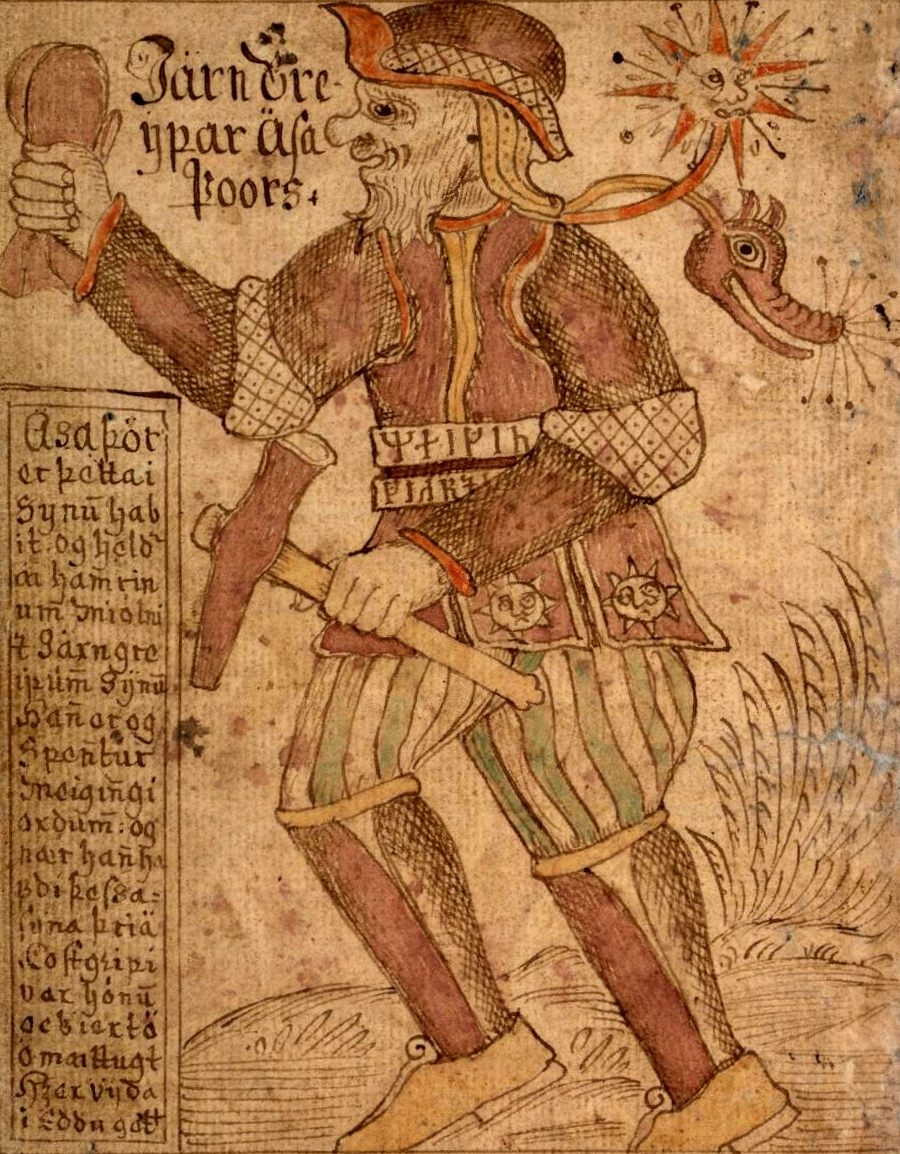
Thor con su martillo. Dibujo islandés del.

La versión más popular del mito sobre la creación de Mjölnir, se encuentra en Skáldskaparmál en la Edda prosaica de Snorri Sturluson. En uno de los relatos, Loki corta los cabellos de Sif, la esposa de Thor. Este último enfurecido le hace prometer a Loki que los recuperaría. Por ello Loki debe recurrir a los enanos, llamados los hijos de Ivaldi que eran unos famosos artesanos. Estos crean objetos preciosos para los dioses, como la lanza de Odín, Gungnir y el barco de Frey, Skidbladnir. Luego Loki apuesta su cabeza contra Sindri (o Eitri) y su hermano Brokk, a que nunca serían capaces de crear objetos tan maravillosos como aquellos hechos por los hijos de Ivaldi. Los dos hermanos aceptan la apuesta y comienzan a trabajar. Sindri pone la piel de un cerdo en la fragua y le dice a su hermano Brokk, que no se detenga de soplar con el fuelle hasta que regrese. Una mosca, que en realidad era Loki disfrazado, muerde a Brokk en el brazo pero él continua soplando. Luego Sindri retira a Gullinbursti, el jabalí de Frey con cerdas brillantes y pone oro en la fragua y reitera la orden a Brokk. Loki regresa nuevamente bajo la forma de una mosca y lo muerde en el cuello, pero de nuevo nada sucede y Sindri retira a Draupnir, el anillo de Odín. Luego Sindri coloca hierro en la fragua y reitera a Brokk que no deje de soplar con el fuelle. Loki, de nuevo bajo la forma de una mosca lo muerde en el párpado y comienza a sangrar, pero Brokk no se detiene. Cuando Sindri regresa retira de la fragua a Mjölnir, el mango era un poco corto (se usaba con una sola mano) y no era perpendicular a la cabeza. A pesar de que Sindri y Brokk ganaron la apuesta, Loki se las ingenió para evitar pagarla, arguyendo que debían cortarle el cuello y eso no era parte de la apuesta. Entonces Brokk cosió los labios de Loki para darle una lección.
El relato sobre cuando Brokk entrega el martillo a Thor y explica sus bondades y el posterior juicio que emiten los dioses sobre su trabajo y las características de martillo es relatado por Snorri Sturluson en la Edda prosaica.

XLIII. Luego le dio el martillo a Thor, y dijo que podría golpear tan fuerte como deseara a absolutamente todo lo que se encontrara frente a él, y el martillo no fallaría; y si lo arrojaba a cualquier cosa, nunca fallaría, y nunca volaría tan lejos como para no retornar a sus manos; y si lo deseaba podía llevarlo entre su ropa ya que era pequeño; aunque esto era un defecto en el martillo, su mango era algo corto. Esto fue lo que decidieron: que el martillo era el más precioso de todos los trabajos y era la mejor defensa contra los gigantes de la escarcha.
Snorri Sturluson. Skáldskaparmál, Edda prosaica

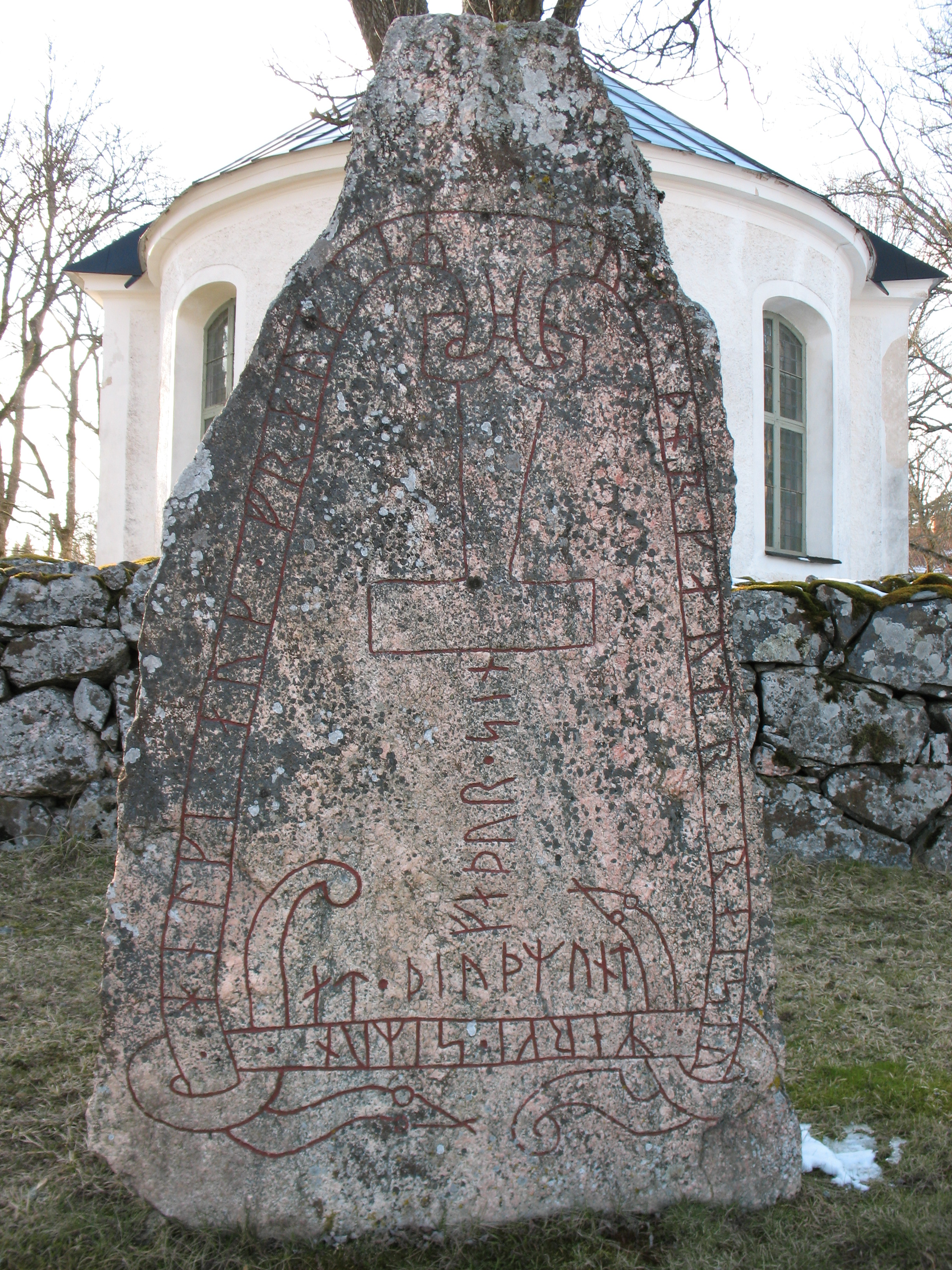
Estela rúnica en Stenkvista en Södermanland, Suecia, que muestra el martillo de Thor.

También se relata el duelo entre el poderoso gigante Hrungnir, cuya cabeza y escudo eran rocas y su arma era una gigantesca piedra de afilar. En la contienda arroja la piedra a Thor, quien arremete contra el gigante y en el aire con su martillo hace añicos la piedra y alcanza al cráneo del gigante, quien se desploma muerto.
En Gylfaginning se relatan varias aventuras de los viajes de Thor y donde su martillo fue su única arma. En la primera mención que se hace del martillo en esta obra, se lo describe como una de las más preciadas posesiones de Thor y del temor que provocaba entre sus enemigos. Se dice que era conocido por los gigantes de la escarcha y que cuando Thor alzaba su martillo sus enemigos sabían que no tenían más esperanzas; con él había machacado muchos cráneos de gigantes. Uno de los casos descritos es la muerte del gigante que construyó, a base de engaños para obtener a Freya, parte de las murallas del Asgard. Cuando el gigante se ve descubierto recupera su apariencia original y los dioses llaman a Thor quien acude rápidamente con Mjölnir en alto. De un único y certero golpe con el martillo, Thor hace añicos el cráneo del gigante y lo envía bajo Niflhel.
Un uso del martillo como arma arrojadiza, es mencionado en la aventura que emprende Thor para pescar de la serpiente de Midgard, Jörmungandr. La serpiente muerde la carnada que había preparado Thor con la cabeza de un buey, el dios recoge el cordel hasta tener la serpiente junto al bote y se prepara para asestarle un golpe, pero el gigante Hymir que le acompañaba, temeroso por el veneno que expulsaba la serpiente corta el cordel. Thor al ver que la serpiente se hunde en las profundidades le arroja su martillo, si bien no la mata.
Uno de los usos más peculiares que daba Thor a su martillo era como elemento mágico regenerador y dador de vida. Thor siempre que necesitaba alimentarse mataba y cocinaba a las cabras que tiraban de su carruaje, luego juntaba los huesos y con Mjölnir regeneraba la carne y les daba vida nuevamente.
En el final de la obra donde se relatan los hechos del Ragnarök, luego de la muerte de Thor, sus hijos Móði y Magni heredaran el poderoso martillo.

### Edda poética
En el poema de la Edda poética de Snorri titulado Þrymskviða que es quizás la más cómica de las pruebas de Thor, se cuenta que el gigante Thrym robó el martillo de Thor y luego pidió a la diosa Freyja como intercambio. Loki, el dios notable por sus engaños, conspiró con los otros Æsir para recuperar a Mjölnir disfrazando a Thor como Freyja y presentándoselo como la «diosa» a Thrym. Este da un banquete en honor a la futura unión y cae ingenuamente en la trampa. Incapaz de contener su pasión por su nueva doncella de largos cabellos rubios, Thrym se acerca a la «novia» y coloca a Mjölnir en su falda, a lo que Thor toma su martillo, se arranca su disfraz y mata a Thrym y a toda la corte de gigantes.

## Uso como emblema

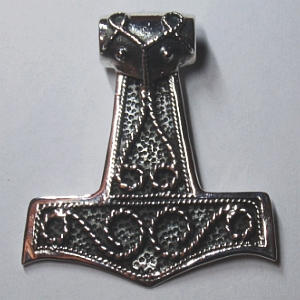
Colgante Mjölnir de plata, muy popular entre neopaganos Ásatrú.

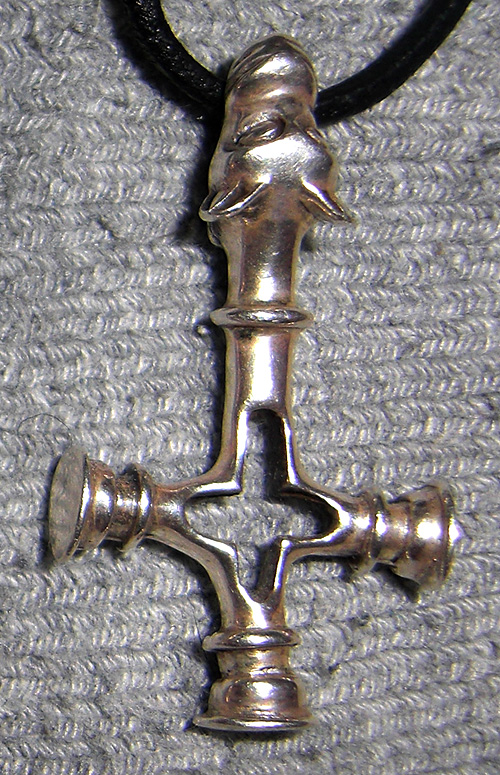
Mjölnir de Fossi, estilo islandés (cruz invertida, cabeza de bestia).

Mitos, objetos, e instituciones girando en torno a Thor indican su lugar prominente en la Escandinavia medieval. Sus seguidores tenían diferente influencia, pero la aristocracia de guerreros vikingos eran inspirados por la ferocidad de Thor en la batalla. En el terreno legal medieval, de acuerdo con Joseph Campbell, «en el Things (tribunal de la corte) islandés Thor era invocado en el testimonio de juramentos como 'el Dios Todopoderoso'».
Como emblemas de su devoción se encontraron réplicas en miniatura de Mjölnir, muy populares en Escandinavia, donde eran usadas en Blóts y en otras ceremonias sagradas, como bodas. Muchas de estas réplicas se encontraron en tumbas y estaban provistas de un lazo, que facilitaba su uso. Se encontraron en áreas con fuerte influencia cristiana, incluyendo Dinamarca, el sur de Noruega y el sureste de Suecia. Para finales del siglo X, aumentó la uniformidad del diseño de Mjölnir sobre siglos anteriores sugiriendo que era utilizado como un accesorio popular en actitud desafiante hacia la cruz cristiana.
La forma de estos pendientes variaba por región. La variante islandesa tenía forma de cruz, mientras que las variantes sueca y noruega tenían forma de flecha o T. Alrededor de cincuenta de estos martillos se han encontrado dispersos a través de Escandinavia, datando de entre los siglos IX y XI. Algunos pocos se han encontrado también en Inglaterra y en Normandia, Francia. Un martillo de Thor de hierro encontrado en una excavación en Yorkshire, que data de ca. del año 1000 lleva una inscripción precedida y continuada por una cruz, lo que es interpretado como que su dueño cristiano, sincretizaba símbolos paganos y cristianos.
Un molde de esteatita, del siglo X encontrado Trendgården, Jutlandia (Dinamarca), es notable por permitir moldear pendientes, tanto de un crucifijo como de un martillo de Thor. Un ejemplar de plata encontrado cerca de Fossi, Islandia, puede ser interpretado tanto como una cruz cristiana o como un martillo de Thor. El pie mayor de la cruz termina en la cabeza de una bestia, probablemente un lobo.

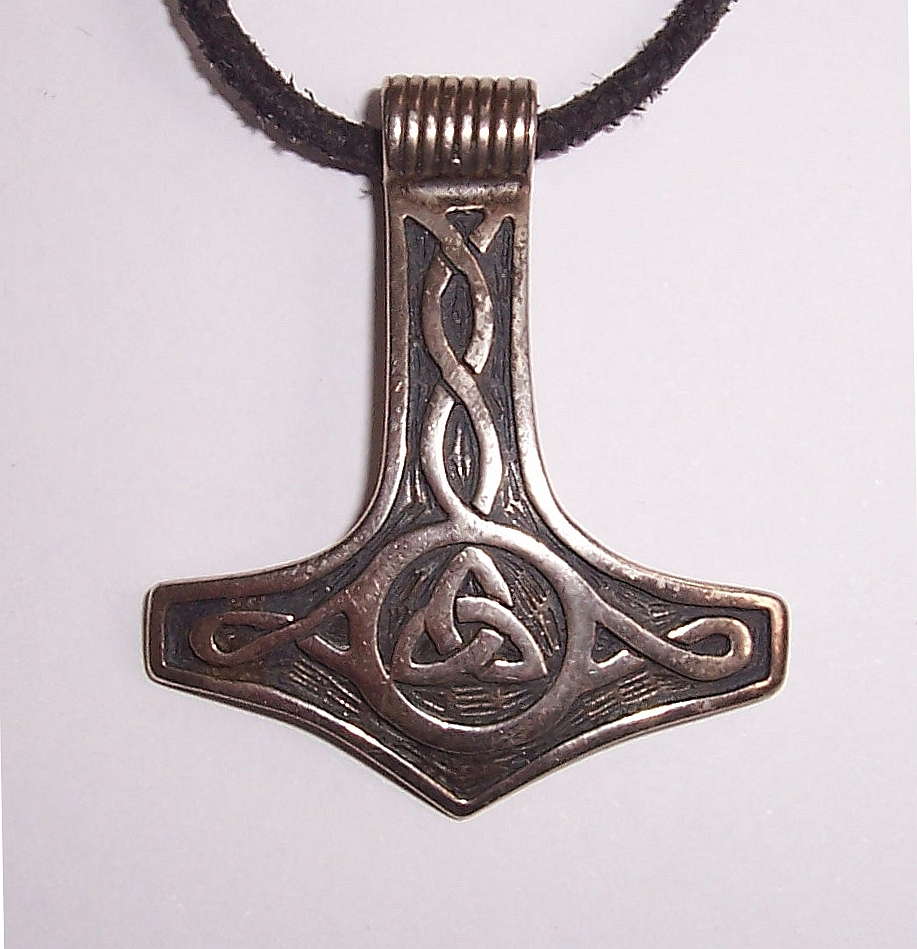
Colgante Mjölnir de estilo moderno.

De acuerdo con algunos eruditos, una forma de esvástica pudo haber sido una variante popular en la Inglaterra anglosajona previo a la cristianización, especialmente en Anglia Oriental y Kent. Thomas Wilson menciona que mientras que las esvásticas eran «vulgarmente llamadas en Escandinavia, el martillo de Thor», el símbolo en realidad tenía una forma de Y o T.
Piedras encontradas en Dinamarca y en el sur de Suecia llevan grabada la inscripción de un martillo para invocar la protección divina. A veces acompañando el grabado del martillo se encuentran inscripciones donde piden ayuda a Thor para que se les proteja. Por ejemplo, la piedra de Virring en Dinamarca tiene la inscripción, «Þur uiki þisi kuml», «Que Thor santifique esta tumba». Hay varios ejemplos de inscripciones similares, cada una pidiéndole a Thor que «santifique» o proteja un objeto específico. Estas inscripciones podrían haber seguido el ejemplo de los cristianos, que pedían protección a su dios para sus muertos.
Un precedente de estos martillos de Thor utilizados como amuletos en la era vikinga fue registrado durante el periodo de las grandes migraciones, entre los alamanes, quienes tomaron los amuletos del garrote de Hércules como símbolos de Donar. Un posible remanente del paganismo alpino de estos amuletos de Donar fue registrado en 1897, como una costumbre en Unterinn (norte de Italia) de tallar una T sobre las puertas frontales de las casas como protección contra el mal, en particular las tormentas.

Bandera del alto islandés.

### Neopaganismo
A pesar del dominio del cristianismo en Escandinavia durante aproximadamente un milenio, el símbolo de Mjölnir no se extinguió. El Mjölnir está presente en muchos lugares y circunstancias, como festivales anuales reavivando el pasado vikingo. Hoy en día algunos pescadores escandinavos continúan usando a Mjölnir como amuleto para su protección, y muchos practicantes de Ásatrú utilizan colgantes de Mjölnir como símbolo de esa fe. Se han generado controversias en los Estados Unidos concernientes a su potencial reconocimiento oficial como símbolo religioso.

### Thórsfrónvé
En 2005 surgió en Islandia una tendencia de ultrapurismo lingüístico denominado alto islandés (o háfrónska) que defiende la ausencia de influencias latinas y germánicas del idioma islandés para mantener esa lengua lo más pura posible. El símbolo de este movimiento es el Þórsfrónvé —Mjölnir de cruz invertida (típico de Islandia)— que incluso ha sido propuesto para figurar como alternativa a la vigente bandera de dicho país.